# Franz Sales Haus

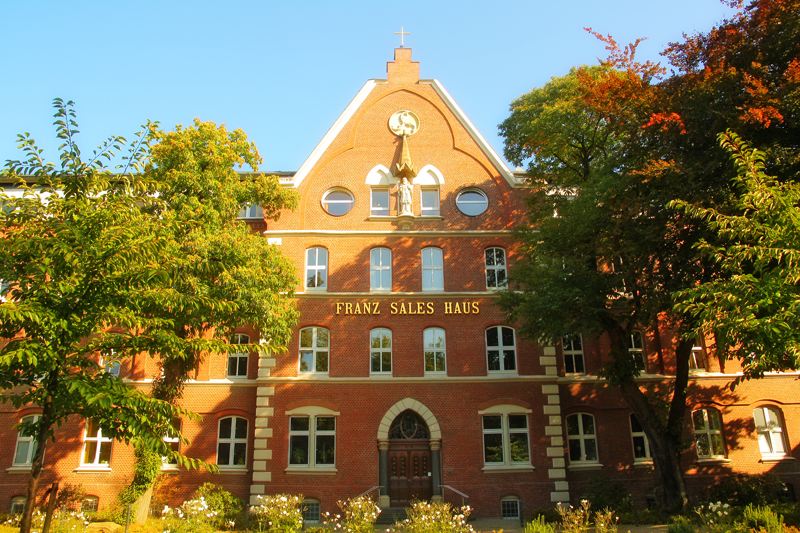
Historische Fassade des Franz Sales Hauses, die bei der Modernisierung der Einrichtung erhalten blieb. (Foto: 2009)

Das Franz Sales Haus im Essener Stadtteil Huttrop ist eine katholische Einrichtung der Eingliederungshilfe. Die Fassade des Altbaus steht seit 2002 unter Denkmalschutz.
Es ist mit rund 2000 Mitarbeitenden an etwa 40 Standorten in Essen, Bochum und Sundern vertreten und bietet 2300 Plätze zur Pflege und Betreuung von Menschen mit geistigen, psychischen und mehrfachen Beeinträchtigungen.

## Geschichte

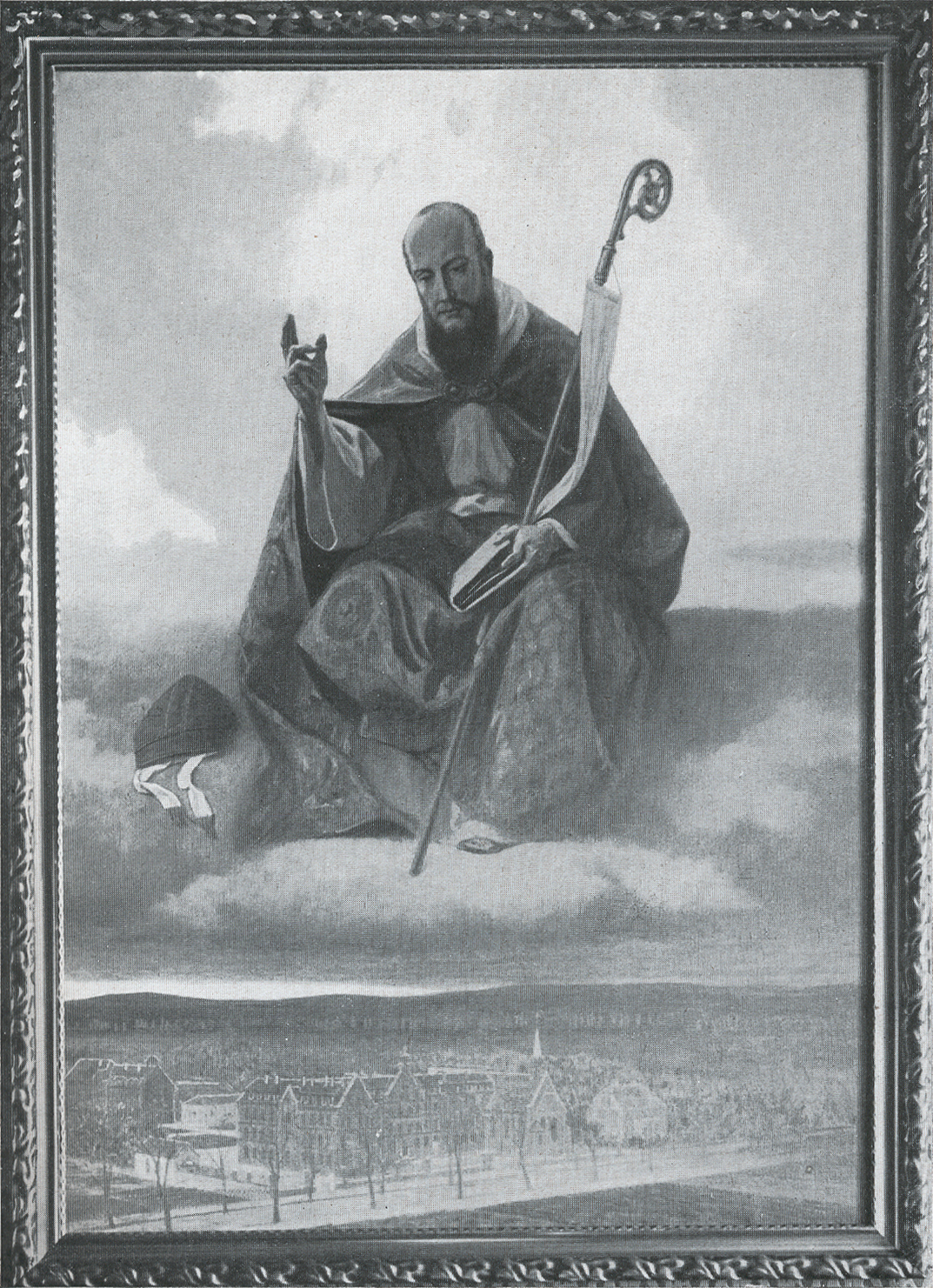
1892 wurde die Einrichtung nach Franz von Sales benannt.

Das Franz Sales Haus wurde am 3. April 1884 als Verein zur Erziehung und Pflege katholischer idiotischer Kinder beiderlei Geschlechts aus der Rheinprovinz von dem Theologen Peter Beising gegründet.
Im Jahr 1889 wurden der Einrichtung von Wilhelm II. die Rechte einer juristischen Person verliehen. Drei Jahre darauf, nach einem Umzug an den jetzigen Standort an der Steeler Straße, wurde die Einrichtung nach Franz von Sales benannt.
In der NS-Zeit ab 1933 waren die Menschen im Franz Sales Haus zunächst weniger von „rassehygienischen“ Maßnahmen als Betroffene andernorts bedroht, weil sie in einer Bildungsanstalt untergebracht waren und als bildungs- und arbeitsfähig galten. Msgr. Hermann-Josef Schulte-Pelkum, der damalige Direktor, bemühte sich darum, dass möglichst viele Menschen wieder von ihren Herkunftsfamilien aufgenommen wurden. Als das Franz Sales Haus in ein Ersatzkrankenhaus umfunktioniert wurde, sollten die Bewohner in andere Einrichtungen verlegt werden. Für viele der Verlegten führte dieser Weg in einen grausamen Tod in Kinderfachabteilungen oder anderen „Euthanasie“-Anstalten. Vor dem Beginn der Aktion-T4-Deportationen (Vernichtung lebensunwerten Lebens, NS-Krankenmorde) 1940 lebten in der Einrichtung 1096 Männer, Frauen und Kinder. Im September 1941 fanden zwei Transporte in die beiden psychiatrischen Kliniken Bedburg-Hau und Johannistal-Süchteln (heute ist Süchteln ein Teil von Viersen) statt, die mit dem T4-Programm verbunden waren. Der Arzt Hans Hegemann im Franz Sales Haus und die Meinung der Sozialarbeiter hatten auf das Überleben der behinderten Menschen einen Einfluss. Auch die politische Ausrichtung der Eltern spielte bei den Prognosen für deren Kinder eine Rolle, wie Volker van der Locht in seinen Untersuchungen für die UIC nachwies. Bis 1943 wurden insgesamt 832 behinderte Menschen deportiert. Nur 350 der Verlegten erlebten das Kriegsende. Dass die Personen überlebt haben, ist auch der Beharrlichkeit des Essener Seelsorgers Paul Wolpers zu verdanken. Er besuchte die verlegten Kinder in den Einrichtungen und fragte ständig nach, wie es "seinen" Schützlingen gehe. Als er vom Tod einiger Kinder in Leipzig-Dösen erfuhr, schaltete er den Kölner Erzbischof Joseph Frings ein und konnte so viele Menschenleben retten.
Seit dem 1. September 1972 führte das Franz Sales Haus in Zusammenarbeit mit dem Arbeitsamt Essen einen zweijährigen berufsvorbereitenden Lehrgang zur Verbesserung der Eingliederungsmöglichkeiten durch. Ziel war es, behinderte Jugendliche nach der Schulentlassung zu fördern. Ab 1973 unterstützte das Franz Sales Haus die Initiative „Hilfe für das Heimkind“ des Kinderschutzbundes. In der Folge entstand das „Kontaktelternprogramm“, das viele Kinder durch einen beständigen Familienkontakt Kontakte jenseits des Franz Sales Hauses ermöglichte. 1974 wurde eine Heimberatungsstelle eingerichtet. Psychologen und Therapeuten boten Heimbewohnern und Mitarbeitern, Eltern und Kontakteltern eine Anlaufstelle, um bei Konflikten zwischen Bewohnern und zwischen Bewohnern und Mitarbeitern zu vermitteln. In der Vereinssitzung vom 10. Mai 1978 beschloss der Vorstand die Gründung des Sportvereins DJK Franz Sales Haus und verabschiedete eine Gründungssatzung. Damit waren auch Kinder und Jugendliche unter 18 Jahren, die in der Betriebssportgemeinschaft Franz Sales Haus bislang von regelmäßigen Wettkämpfen ausgeschlossen waren, am Sportangebot beteiligt.
1992 wurde der Klosterberghof als Bioland-Betrieb anerkannt. Am 8. Juli des Jahres wurde die Außenwohngruppe Hopfenstraße in Schönebeck mit elf Wohnheimplätzen als das erste Dezentralisierungsprojekt des Franz Sales Haus eingerichtet. Die Werkstatt für Behinderte (WfB), heute der Hauptbetrieb der Franz Sales Werkstätten, wurde nach zweijähriger Bauzeit am 10. Juni 1994 von dem Essener Bischof Hubert Luthe eingeweiht. An den 360 Arbeitsplätzen an der Dahlhauser Straße arbeiteten Menschen mit geistiger Behinderung in den Arbeitsbereichen Landschaftspflege, Schreinerei, Schlosserei, Buchbinderei, Schneiderei, Elektromontage, Gärtnerei, Lager und Versandservice.

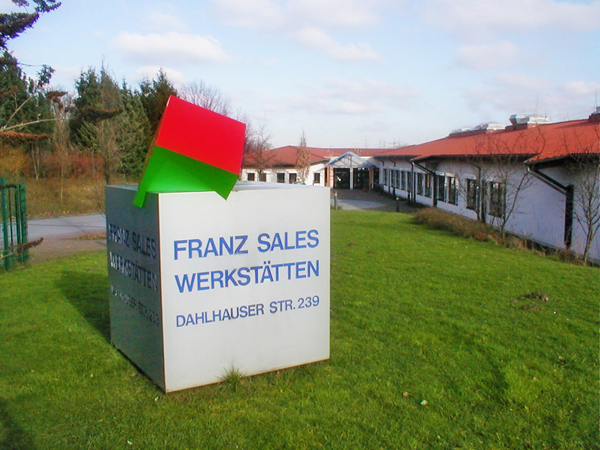
Heutiger Hauptbetrieb der Franz Sales Werkstätten GmbH

Am 27. September 1993 mietete das Franz Sales Haus die erste Wohnung für das neue Projekt „Integratives Wohnen“ an.
Am 21. August 1996 eröffnete die Heilpädagogische Schule (HEP) des Franz Sales Berufskollegs. In zwei Klassen wurden insgesamt 48 Schüler zu Heilerziehungspflegern ausgebildet. In der drei Jahre andauernden Ausbildung wurden den Auszubildenden Kenntnisse in den Fachbereichen Erziehungswissenschaften, Psychiatrie, Pflege, Gesundheitslehre, Recht sowie Didaktik und Methodik vermittelt. Ab Oktober konnten zwanzig Teilnehmer mit einer handwerklichen Berufsausbildung in einer weiteren Klasse eine sonderpädagogische Zusatzqualifikation erlangen. Sie diente der Anleitung und Förderung geistig behinderter Menschen in der Werkstatt für Behinderte (WfB).
Das Special Olympics Fitness-Center wurde am 18. Februar 1997 im Franz Sales Haus eröffnet. Es war das erste Fitness-Zentrum in Deutschland, das geistig- und mehrfachbehinderten Menschen als Trainingsstätte diente. Die Patenschaft für diese Einrichtung, die von verschiedenen Sponsoren finanziert wurde, übernahm der Bundesligatrainer Ottmar Hitzfeld.
Zwei Jahre später richtete das Franz Sales Haus unter dem Dach der „Franz Sales Schule gGmbH“ neben dem Berufskolleg auch einen weiteren eigenständigen Unternehmensbereich ein: das Fortbildungsreferat. Hier werden Weiterbildungen und Veranstaltungen für unterschiedliche Zielgruppen im Bereich der Behinderten- und Altenhilfe organisiert.
Nach Abriss- und Umbauarbeiten wurde 2001 das Richtfest für den ersten Bauabschnitt des Hauptgebäudes des Franz Sales Hauses an der Steeler Str. 261 gefeiert. Nur die Fassade des 1892 erbauten Hauses blieb erhalten. Am 16. Oktober 2002 schließlich gründete das Franz Sales Haus zwei Tochtergesellschaften: die gemeinnützigen Franz Sales Wohnen GmbH und Franz Sales Werkstätten GmbH.
Am 2. Juni 2003 nahm das Integrationsunternehmen „In time gGmbH – gemeinnützige Gesellschaft für Zeitarbeit“ den Betrieb auf. Die Tochtergesellschaft des Franz Sales Hauses ermöglichte es Menschen mit Behinderungen einen regulären Arbeitsvertrag zu tariflich geregelten Bedingungen abzuschließen. Im gleichen Jahr bot das Berufskolleg erstmals die Ausbildung zum staatlich geprüften Heilerziehungshelfer an.

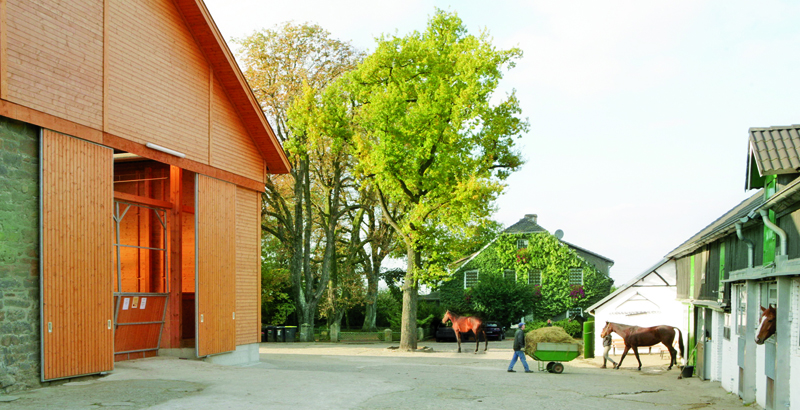
Auf dem Spelberghof werden u. a. Reittherapien für Menschen mit Behinderung angeboten.

Im Jahr 2004 erwarb das Franz Sales Haus einen Teil des Spelberghofs (20.000 m²) vom Land Nordrhein-Westfalen. Der gesamte Hof, der bislang von der Reiterstaffel der Polizei Essen genutzt worden war, sollte weiterhin als Reitbetrieb bewirtschaftet werden. Neben dem sportlichen Reitbetrieb sollte hier ab sofort auch das „Therapeutische Reiten“ für Menschen mit Behinderung angeboten werden. Durch die Pferde kommen Menschen mit und ohne Behinderungen unkompliziert miteinander in Kontakt. Am 11. November wurde nach 4½-jähriger Bauzeit das Hauptgebäude des Franz Sales Hauses eingeweiht. Für die Feierlichkeiten wurde die rekonstruierte historische Fensterkrone über dem Eingangsportal wieder eingesetzt. 2004 wurde das Angebot der Franz Sales Wohnen GmbH im ambulanten Bereich erweitert. Heute werden rund 150 Personen in ihren eigenen Wohnungen ambulant betreut. Zusätzlich wurden der Familienunterstützenden Dienst (FuD) sowie die Koordinierungs-, Kontakt- und Beratungsstelle (KoKoBe) ergänzt. In der Gemarkenstraße in Holsterhausen eröffnete im selben Jahr ein neuer Werkstattladen, der jedoch 2011 wieder geschlossen wurde.
Im April 2005 begann das Projekt „Einbeziehung freiwillig und ehrenamtlich Tätiger in die Hilfe zur Teilhabe am Leben in der Gemeinschaft“ (Projekt Ehrenamt), ein Forschungsprojekt des Deutschen Caritasverbandes. Es wurde von der „Aktion Mensch“ unterstützt und vom „Institut für zivilgesellschaftliche Entwicklung“ in Freiburg wissenschaftlich begleitet. Durch die Zusammenarbeit mit mehreren Kooperationspartnern (Deutsche Telekom, E.ON Ruhrgas AG, RWE, BMV-, Helmholtz- und Nord-Ost-Gymnasium) waren mehr als 140 Schüler und Auszubildende an dem Projekt beteiligt. Ebenfalls 2005 wurde das Franz Sales Haus „Bezirksstützpunkt Ruhr“. Der Behinderten-Sportverband NRW sichtete hier für die Weltmeisterschaft 2006 ab dem 30. April Spieler für die Nationalmannschaft der Menschen mit geistigen Behinderungen. Die Sonderschule des Franz Sales Haus hieß seit August 2005 „Förderschule mit dem Schwerpunkt geistige Entwicklung“. Ein neues Schulprofil wurde entwickelt, das Veränderungen im Unterricht der erwachsenen Schüler in den Werkstufen, die Förderung schwerstmehrfachbehinderter Schüler sowie die Einrichtung weiterer Sport-AGs vorsah. Der erste und zweite Bauabschnitt des barrierefreien Sportzentrums Ruhr des Franz Sales Hauses (Architekt: Michael Deterding) wurde am 31. August eingeweiht. Besonders großen Zuspruch fand das erste inklusive Fitnesszentrum Deutschlands.

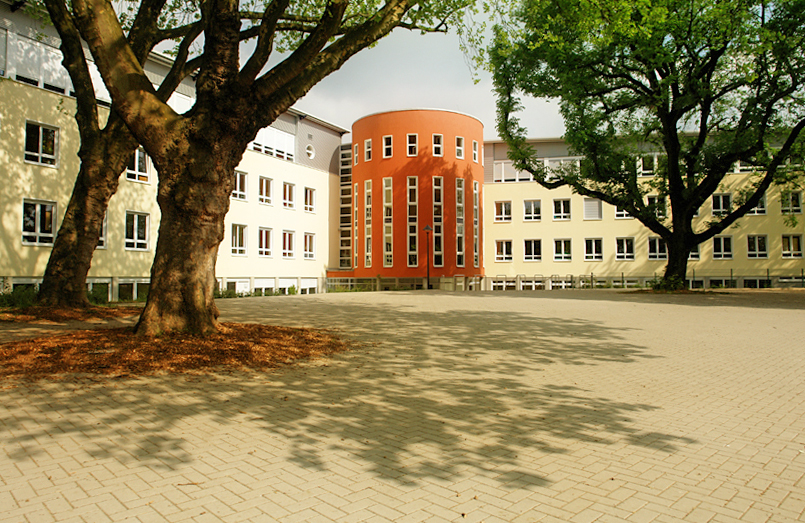
Einweihung des neuen Schulgebäudes auf dem Gelände des Franz Sales Hauses

Am 21. Februar 2006 wurde das neue Schulgebäude eingeweiht. In dem Schulkomplex ist neben der Franz Sales Förderschule auch die Franz Sales Schule gGmbH untergebracht, in der Aus- und Fortbildungen für Fachkräfte der Behinderten- und Altenhilfe angeboten werden. Die Studierenden können im Rahmen von Bildungsprojekten Erfahrungen mit geistig behinderten Förderschülern sammeln und das erworbene theoretische Wissen in der Praxis anwenden. Die Förderschüler profitierten durch die Kooperationen von den zusätzlichen Bildungsangeboten.
Die Gärtnerei der FS Werkstätten stellte ab Juni 2006 Zucht und Vertrieb von Pflanzen auf „Bioland“ um. Unter Verzicht auf Pestizide und Insektizide wurden nützliche Insekten als „biologische Waffen“ zur Schädlingsbekämpfung eingesetzt. Auf der Regattabahn am Baldeneysee fand am 11. August das bundesweit erste integrative Drachenbootrennen statt. Die DJK-Sportgemeinschaft des Franz Sales Hauses hat dieses Rennen zusammen mit „Drachenboot Essen“ (heute Rhein-Ruhr-Sport) und dem „Essener Sportbund“ organisiert.
Zusammen mit anderen Kooperationspartnern richtete das Franz Sales Haus am 15. September mit dem Kleinen Finale der INAS-FID Fußball WM 2006 der Menschen mit Behinderung ein weiteres Sportereignis aus. Im Sportpark „Am Hallo“ siegte die deutsche Mannschaft gegen Südafrika mit 4:0. Am 23. September fand vor 1200 Besuchern im Franz Sales Haus das Erste Integrative Open-air-Musikfestival in Nordrhein-Westfalen statt. Auf dem vom Freizeitbereich organisierten Konzert spielten zehn Bands auf zwei Bühnen.
Im Jahr 2007 wurde die DJK Franz Sales Haus vom Behinderten-Sportverband NRW (BSNW) offiziell zum „anerkannten Landesleistungsstützpunkt in der Sportart Fußball“ ernannt. Die Schneiderei der FS-Werkstätten verarbeitete im Auftrag der Ruhrkohle AG ab Mai ein von dem Künstler Otmar Alt gestaltetes Riesenposter, mit dem die Konzernzentrale verhüllt worden war. Aus dem 3.500 m² großen Textilgewebe wurden 4000 Taschen hergestellt. Seither werden in der Schneiderei Werbebanner diverser Kulturbetriebe (Museen, Theater, Festivals) upgecycelt. Am 11. Mai wurde auf dem Klosterberghof der Hofladen wiedereröffnet. Auf nun 84 m² werden seitdem neben hofeigenen Produkten weitere Biolebensmittel angeboten. Im Bereich Arbeitsmarktintegration starteten das „Zentrum für Joborientierung“ (ZfJ) und das Projekt BIN IM BERUF, um Menschen mit Beeinträchtigung bei der Suche nach dem passenden Arbeitsplatz zu unterstützen

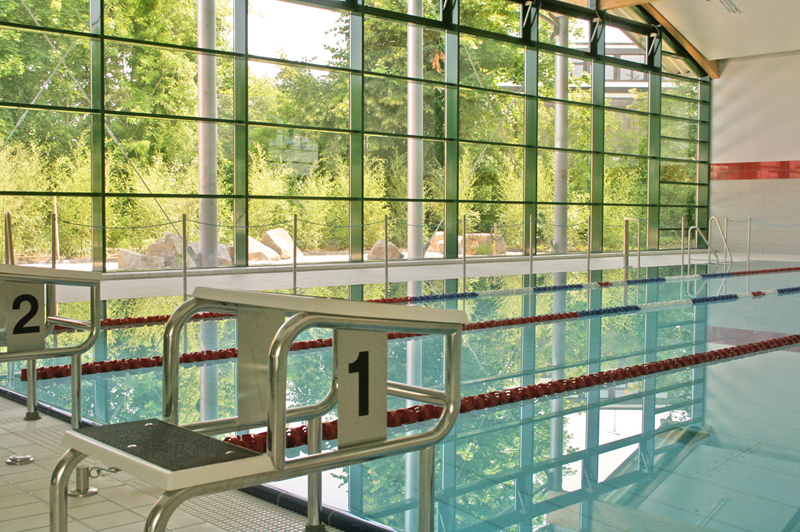
Der Ausbau des Sportzentrums Ruhr war mit der Eröffnung der neuen Anlagen abgeschlossen. (Foto: 2009)

Ein Jahr später konnte der Verein DJK Franz Sales Haus e. V. sein Sportangebot erweitern: Blinde und Sehbehinderte konnten im Sportzentrum Ruhr Blindenfußball spielen. 2008 startete auch das integrative Kulturprojekt „Mal anders“. In Zusammenarbeit mit Künstlern und Kulturinstitutionen aus der Region konnten Teilnehmer beispielsweise Skulpturen gestalten, in Musikprojekten mitwirken, Theater spielen, mit digitaler Fotografie experimentieren oder einen Vorlesekreis besuchen. Die Maßnahme „DIA-AM“ (Diagnose der Arbeitsmarktfähigkeit besonders betroffener behinderter Menschen) für Menschen im Grenzbereich zwischen geistiger und Lernbehinderung begann am 1. Juli. Im Auftrag der Agentur für Arbeit stellte das Franz Sales Haus Teilnehmern aus Essen, Oberhausen, Gelsenkirchen und Duisburg eine Diagnose, ob und in welchem Umfang berufliches Potenzial für eine Beschäftigung auf dem allgemeinen Arbeitsmarkt vorhanden war. Die DJK Franz Sales Haus e. V. feierte am 7. September 2008 anlässlich eines Spiel- und Sportfestes mit der Polizei Essen ihren 30. Geburtstag. Mehr als 1400 interne und externe Mitglieder trieben in dem bundesweit ersten integrativen Sportzentrum Ruhr Sport. Am 21. Oktober wurde der „Leuchtturm“, eine heilpädagogisch-psychiatrische Ambulanz eröffnet. In Kooperation mit den Rheinischen Kliniken Essen hat die Franz Sales Wohnen GmbH Kindern und Jugendlichen mit einer geistigen Behinderung und herausforderndem Verhalten eine ärztliche Versorgung, Diagnostik und Beratung angeboten.
Am 3. April 2009 feierte die Einrichtung unter dem Motto „Franz Sales Haus – 125 Jahre MitMenschen“ ihr 125-jähriges Bestehen. Dem Festakt in der Philharmonie, dem auch NRW-Ministerpräsident Jürgen Rüttgers beiwohnte, ging ein feierliches Pontifikalamt in der Essener Münsterkirche voran.
Der zweite Bauabschnitt des Sportzentrums Ruhr wurde am 30. Juni von Weihbischof Ludger Schepers eingeweiht: Die bereits 2005 fertiggestellten Sportstätten wurden durch ein Schwimmbad (16,66 × 8 m), eine Sporthalle (15 × 27 m) mit 200 Zuschauerplätzen sowie zwei für den Blindenfußball ausgestattete Kunstrasen-Außenplätze (22 × 44 m und ein Soccer-Kleinfeld) ergänzt. Im September begann das Franz Sales Haus unter wissenschaftlicher Begleitung durch die Universität Duisburg-Essen und die Evangelische Fachhochschule Bochum ein Integrationsprojekt, das die Integration von Menschen mit Behinderungen in Regelsportvereine erleichtern sollte. Mehr als 450 Sportvereine konnten sich ein integratives Angebot in ihrem Verein vorstellen. Am 18. November 2009 ehrte Papst Benedikt XVI. den Direktor des Franz Sales Hauses, Günter Oelscher, mit der Auszeichnung „Ritter des Gregoriusordens“. Er wurde für seine Verdienste im Bereich der Eingliederungshilfe geehrt, weil er sich nicht nur im Franz Sales Haus für die Belange von unterstützungsbedürftigen Menschen einsetzte, sondern auch überregional in Gremien und mit Behörden für gerechte Lösungen in Bezug auf die Lebensverhältnisse von Menschen mit geistiger Behinderung eintrat. Im Bereich Arbeitsmarktintegration begann am 26. Oktober eine weitere Maßnahme, die im Auftrag der Agentur für Arbeit durchgeführt wurde. Die „Individuelle betriebliche Qualifizierung“ (InbeQ) richtete sich an Menschen im Grenzbereich zwischen Lern- und geistiger Behinderung, die auf versicherungspflichtige Beschäftigungsverhältnisse vorbereitet werden sollten. Andreas Pinkwart überreichte dem Direktor des Franz Sales Hauses am 1. Dezember in Mülheim an der Ruhr den 1. Preis für Nachwuchsförderung.
Im Zuge mehrerer an die Öffentlichkeit gekommener Fälle von Kindesmissbrauch an deutschen Schulen sah sich das Franz Sales Haus Ende Februar 2010 ebenfalls Vorwürfen gegenüber, welche Misshandlungen und in drei Fällen sexuellen Missbrauch in den 1950er- und 1960er-Jahren durch Ordensleute und weltliche Pfleger beinhalteten. Das Franz Sales Haus beauftragte einen unabhängigen Historiker mit der wissenschaftlichen Aufarbeitung dieses sensiblen Themas und veröffentlichte dazu auch gemeinsam mit Betroffenen zwei Bücher. Vom 9. bis 11. Juli richtete das Franz Sales Haus gemeinsam mit dem RFZ Bochum-Nord e. V. 2010 erstmals auf dem Gelände des Bochumer Reitvereins die deutschen Meisterschaften für Dressurreiter mit Handicap aus. Nicht nur die komplette deutsche Reiter-Elite mit Handicap inklusive der Paralympics-Mannschaft nahm teil, auch Reiter ohne Handicap aus unterschiedlichen Nationen bereiteten sich auf dem Turnier für die Weltreiterspiele in Kentucky (USA) vor. Zusätzlich gab es Prüfungen für Reiter mit geistiger Behinderung. Das Turnier war ein offizieller Programmpunkt der Kulturhauptstadt 2010.

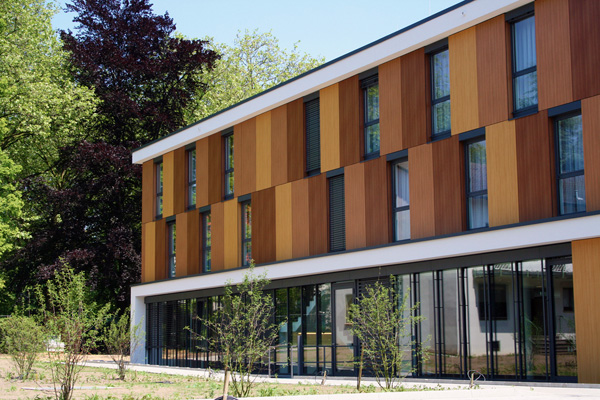
Gartenansicht des Hotel Franz in Essen-Huttrop

Am 24. Mai 2012 eröffnete nach Grundsteinlegung im September 2010 das barrierefreie „Hotel Franz“, ein Stadt- und Tagungshotel auf dem Gelände des Franz Sales Hauses an der Steeler Straße in Essen. Es bietet 48 Zimmer mit 90 Betten, einen Tagungsbereich mit zehn Tagungsräumen für acht bis 100 Personen inklusive Veranstaltungssaal mit 400 Plätzen, einer Großküche, einer Bar und einem Bistro.

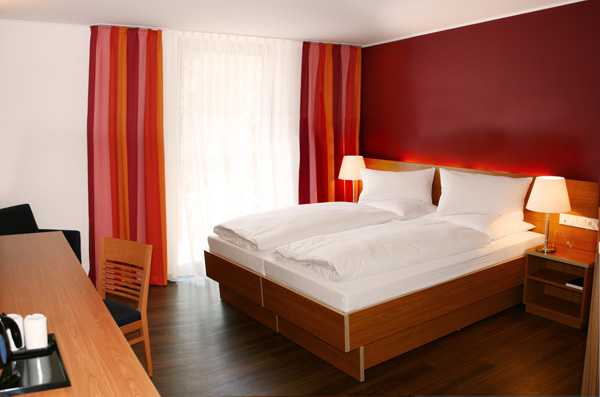
Barrierefreies Zimmer des Hotels

Das Hotel Franz wird als Inklusionsbetrieb von der „in service GmbH“ betrieben, einem Inklusionsunternehmen des Franz Sales Hauses. Rund 40 Arbeitsplätze bietet das Hotel für Menschen mit anerkannter Schwerbehinderung. Zielsetzung ist, die Mitarbeitenden auf den allgemeinen Arbeitsmarkt vorzubereiten. Das Hotel Franz ist Mitglied im „Verbund der Embrace Hotels“, dessen Mitglieder sich dem Gedanken der Inklusion verschrieben haben. Am 4. Februar 2013 wurde das Hotel vom Deutschen Hotel- und Gaststättenverband (DEHOGA). mit vier Sternen ausgezeichnet und wird von Reisen für Alle regelmäßig rezertifiziert.
Finanziert wurde das Hotel Franz mit einem Investitionsvolumen von rund 16 Millionen Euro durch Förderungen der Stiftung Wohlfahrtspflege NRW, der Aktion Mensch, des Landschaftsverbands Rheinland, der Kreditanstalt für Wiederaufbau, der Deutschen Behindertenhilfe und des NRW-Programms „Integration unternehmen!“ (Ministerium für Arbeit, Integration und Soziales). Letzteres Projekt bezieht seine finanziellen Mittel aus den Ausgleichsabgaben der Unternehmen, die keine Menschen mit Behinderung beschäftigen.
Die Ausstattung des barrierefreien Hotels Franz bietet für Menschen mit Seh- und Hörschädigung sowie für Menschen mit körperlichen und geistigen Behinderungen spezielle Funktionen. Das Angebot des Hotel- und Veranstaltungszentrums umfasst mit Tagungsbereich und einem Cateringservice für Betriebs-, Vereins- und Familienfeiern auch Möglichkeiten für Seminare, Fortbildungen und Konferenzen.
Am 16. Oktober 2015 überreichte die Behindertenbeauftragte der Bundesrepublik, Verena Bentele, einem ehem. Beschäftigten, der von den Franz Sales Werkstätten vorbildlich in den Arbeitsmarkt integriert wurde, im Landtag NRW den Inklusionspreis „vilmA“. 2012 erhielt eine ehemalige Beschäftigte für die erfolgreiche Vermittlung in den Arbeitsmarkt die Auszeichnung „Arbeit – echt stark“ des Landschaftsverbands Rheinland (LVR).
Das Sportzentrum Ruhr wurde am 30. Oktober 2015 auf der FSB, der Zukunftsmesse für Freizeitwelten, in Köln mit dem Sonderpreis des „Deutschen SPIELRAUM-Preises 2015“ ausgezeichnet. Der Preis zeichnet modellhafte und vorbildliche Spielräume mit innovativem Charakter aus, die für die Freiraumgestaltung wegweisend sind. Das Sportzentrum Ruhr in Essen wurde von der Landschaftsarchitektin Adriane Baakes-Zauner geplant und gestaltet. Die bundesweit einzigartige Anlage in privater Trägerschaft erhielt einen Sonderpreis, da eigentlich nur öffentliche Anlagen prämiert werden.
Am 6. November 2015 wurde dem Franz Sales Haus der Essener Umweltpreis verliehen, da durch Regenwasserzisternen, ein Blockheizkraftwerk, Photovoltaikanlagen, Wärmerückgewinnungsanlagen und andere Maßnahmen Energie gespart wird. Seit Jahren fokussiert das Franz Sales Haus bei den zahlreichen Neubauten mögliche Maßnahmen zur Energieeinsparung, nutzt regenerative Energiequellen und setzt auf umweltschonende Produktionsprozesse. Und auch in den Führungsgrundsätzen des Franz Sales Hauses ist der achtsame Umgang mit der Umwelt verankert.
Am 30. November 2015 weihte Ruhrbischof Franz-Josef Overbeck das Haus Lea ein. Das kleine Wohnheim, das von der Stiftung Wohlfahrtspflege in NRW, der Aktion Mensch, dem Ministerium für Bauen, Wohnen, Stadtentwicklung und Verkehr des Landes NRW, dem LVR und der Stiftung Franz Sales Haus finanziert wurde, bietet 12 Kindern und Jugendlichen mit herausforderndem Verhalten ein neues Zuhause. Den Kindern wird hier Halt, Struktur und Sicherheit gegeben, damit sie ihren Weg in die Gesellschaft finden. Gabriele Lapp, Fachbereichsleiterin des Landschaftsverbands Rheinland (LVR) sagte bei der Einweihung: „Jeder Mensch hat sein eigenes Päckchen zu tragen, aber diese Kinder hier, die haben schon ein richtig großes Paket. Die Aufgabe der Mitarbeiter im Haus Lea wird es in den nächsten Jahren sein, aus diesen Paketen kleinere Päckchen zu machen, damit kein Kind an der Belastung zerbricht.“
Im Oktober 2016 wurde bekannt, dass es in den 1950er Jahren im Franz Sales Haus an 28 Kinder zwischen fünf und 13 Jahren einige Tage lang ein neues Medikament ausprobiert wurde. Archivfunde der Pharmazeutin Sylvia Wagner dokumentieren, dass sie einige Tage das hochwirksame Neuroleptikum Decentan der Firma Merck erhielten. Aufgrund der unerwünschten Nebenwirkungen des Medikaments setzte der damalige Anstaltsarzt die Medikamentierung schnell wieder ab und schrieb der Firma Merck, dass er das neue Medikament für seine Patienten für ungeeignet halte. Nur ein einziges Kind hat auf das Mittel positiv reagiert und es länger eingenommen. Ein Sprecher des Pharmakonzerns bestätigte, es gebe entsprechende Unterlagen im Archiv. Die Einrichtung bestätigte den kurzzeitigen Einsatz des Medikaments Decentan und beauftragte unabhängige Wissenschaftler der Ruhr-Universität Bochum den Medikamenteneinsatz mit der Untersuchung. Es wurde in den historischen Akten des Archivs im Franz Franz Sales Haus sowie in anderen Archiven geforsch und die Publikation "Medikamente und Heimerziehung am Beispiel des Franz Sales Hauses" herausgegeben.
Im Mai 2023 hat das Inklusionsunternehmen in service GmbH das Hotel Claudius in Bochum von der Matthias-Claudius-Stiftung übernommen.
2021 wurde das Gesundheitszentrum des Franz Sales Hauses auf dem Campus an der Steeler Str. 261 eröffnet. Das Medizinische Zentrum für Erwachsene Menschen mit einer Behinderung (MZEB) ein Teil der interdisziplinären Frühförderstelle SchIFF und Palliative Care sind dort untergebracht. Der Wohnbereich hat einen weiteren Standort in Sundern übernommen.
Im Herbst 2024 wurde das Haus Auszeit in Bochum eröffnet. In akuten Notsituationen, bei Krankheit oder Erschöpfung der Eltern kann hier die Kurzzeitpflege oder Kurzzeitbetreuung von Kindern und Jugendlichen mit Behinderung für bis zu mehrere Wochen übernommen werden.

## Tätigkeitsbereiche
Das Franz Sales Haus, zu dem seit 2014 auch die Heimstatt Engelbert gehört, ist in unterschiedlichen Bereichen aktiv:
- Wohnen: Die Franz Sales Wohnen GmbH und die Heimstatt Engelbert GmbH bieten rund 1.000 Wohnplätze für Menschen mit Behinderung. Sie leben in Wohngruppen, als Wohngemeinschaft oder in ihrer eigenen Wohnung und werden – je nach Unterstützungsbedarf – rund um die Uhr oder ambulant betreut. Jeder Bewohner soll möglichst selbstständig leben können und erhält genau so viel Unterstützung, wie er oder sie braucht. Hilfe für Menschen mit Behinderung und ihre Angehörigen bieten zudem der Familienunterstützende Dienst (FUD) sowie die Kontakt-, Koordinierungs- und Beratungsstelle (KoKoBe). Im Herbst 2024 hat das Haus Auszeit Bochum  eröffnet. Hier wird Kurzzeitpflege und Kurzzeitbetreuung für Kinder und Jugendliche angeboten.
- Arbeiten: In den Franz Sales Werkstätten stehen an sechs Produktionsstandorten und auf dem Bioland-Bauernhof insgesamt mehr als 700 Arbeitsplätze für Menschen mit Behinderung zur Verfügung. Das Inklusionsunternehmen in time gGmbH bietet Dienstleistungen in den Bereichen Gebäudereinigung, Garten- und Landschaftsbau/-pflege und eröffnet Menschen mit Behinderung den Zugang zum Arbeitsmarkt. Der Bereich Fahrzeugpflege eröffnete 2023 die erste Fahrradwaschanlage Essens. Auch die in service GmbH, die seit 2012 das barrierefreie Hotel Franz in Essen und seit 2023 das Hotel Claudius in Bochum betreibt, ist ein Inklusionsunternehmen. Auch hier besteht die Belegschaft etwa zur Hälfte aus Menschen mit anerkannter Schwerbehinderung. Darüber hinaus unterstützen im Franz Sales Haus verschiedene Maßnahmen zur Arbeitsmarktintegration arbeitssuchende Jugendliche und Erwachsene mit besonderem Hilfebedarf auf ihrem Weg in den Arbeitsmarkt.
- Lernen: An der Franz Sales Förderschule werden mehr als 100 Schüler mit geistiger oder Lernbehinderung unterrichtet. Im gleichen Gebäude bildet das staatlich anerkannte Berufskolleg der Franz Sales Akademie gGmbH die Fachkräfte der Behinderten- und Altenhilfe von morgen aus. Die rund 250 Studierenden lernen hier mit hohem Praxisbezug.
- Sport: Im integrativen Sportverein DJK Franz Sales Haus e. V. sind mehr als 2.300 Menschen mit und ohne Behinderung aktiv. Der Verein betreibt das barrierefreie Sportzentrum Ruhr, das unter anderem das erste integrative Fitnesszentrum Deutschlands beherbergt. Im Herbst 2025 eröffnet der Verein ein zweites Sportzentrum (Manderscheidtstraße 22, 45141 Essen).
- Kultur: Die „Mal anders“-Kulturkurse bieten in Kooperation mit Künstlern aus der Region ein buntes Kulturprogramm an.
- Diagnostik & Therapie: Für Kinder und Jugendliche mit einer geistigen Behinderung oder Entwicklungsstörung stellt das Franz Sales Haus ein breites Angebot bereit: von der interdisziplinären Frühförderstelle SchIFF über die Ambulanz „Leuchtturm“ für Kinder mit Verhaltensauffälligkeiten bis zum therapeutischen Reiten auf beim hauseigenen integrativen Reitbetrieb.

Das Franz Sales Haus organisiert regelmäßig öffentliche Veranstaltungen, um die Integration der Bewohner in die Gesellschaft zu fördern. So gibt es u. a. Angebote des inklusiven Sportzentrums Ruhr, jahreszeitliche Feste und den Bioland-Bauernhof Klosterberghof mit Hofladen.

## Direktoren
- 1884–1908 Hermann Josef Ochs (* 21. Februar 1849 in Köln; † 3. Januar 1908), nebenamtlich als Direktor tätig
- 1910–1945 Msgr. (Theodor) Hermann-Josef Schulte-Pelkum (* 1. Juli 1874 in Essen; † 4. April 1945)
- 1945–1963 Ludwig Brodesser (* 9. August 1909 in Bonn; † 6. April 1969)
- 1963–1965 Wilhelm Heinrich Hausmann (* 16. Oktober 1912 in Duisburg; † 31. Oktober 1965)
- 1966–1988 Msgr. Johannes (Hans Georg Arnold) Faber (* 13. November 1919 in Essen; † 13. Dezember 2003)
- 1988–2002 Klaus Schriebner (* 12. September 1944 in Montabaur)
- 2002–2017 Günter Oelscher (* 17. Dezember 1951 in Stellenfelde), erster weltlicher Direktor und geschäftsführender Vorstand
- Juni 2017 bis Juni 2024 Hubert Vornholt (* 16. Februar 1961 in Gescher; † 9. Juni 2024 in Essen), Direktor und Vorstand
- 15. Juli 2024 bis 6. Januar 2025 Günter Oelscher hat als Interim-Manager und Vorstandsvorsitzender vorübergehend die Leitung der Einrichtung übernommen[33]
- Januar 2025 Holger Gierth (* 13. Juli 1973 in Brilon) wird Vorstandsvorsitzender des Franz Sales Hauses[34]